# Dipterocarpus applanatus
Dipterocarpus applanatus är en tvåhjärtbladig växtart som beskrevs av V. Sloot.. Dipterocarpus applanatus ingår i släktet Dipterocarpus och familjen Dipterocarpaceae. Inga underarter finns listade i Catalogue of Life.